# Скарби (книжкова серія)
«Скарби» — книжкова серія видавництва «Знання», заснована 2013 року. У серії українською мовою видаються у невеликому («кишеньковому») форматі твори, що ввійшли до скарбниці вітчизняної та світової художньої літератури.

## Мета видання
Серія видається з метою популяризації книги українською мовою та забезпечення її загальнодоступності.

## Вибір творів
У серії видаються твори українських авторів, які належать до класики української літератури і вивчаються за шкільною програмою та програмою філологічних факультетів вищих навчальних закладів; маловідомі та незаслужено забуті твори вітчизняних письменників, що заслуговують на те, щоб привернути до них увагу сучасників, і твори зарубіжних авторів, які є популярними серед українського читача, а також ті, що належать до класики світової літератури, але з різних причин не перекладалися українською мовою та не є широковідомими в Україні й, відповідно, українською друкуються вперше (наприклад, твори С. Крейна, Н. Готторна, Е. Гаскелл).

## Особливість серії
Особливістю серії є можливість використання перекладних книг для вивчення англійської та української мов, оскільки твори зарубіжних авторів видаються паралельно мовою оригіналу в неадаптованому для українського читача вигляді у серії  «LEGO ERGO VIVO» — розташування тексту на сторінках видання англійською мовою відповідає його розміщенню у книзі українською мовою. Переклад українською мовою виконано професійними перекладачами, які уникали використання рідковживаної та застарілої лексики.
Твори, що друкуються в серії належать до різних  жанрів та стилів, що дає змогу сформувати повноцінне уявлення про літературний процес в Україні та світі й задовольнити смаки різних читачів.
У 2015 р. з метою задоволення читацьких інтересів юнацької аудиторії у серії «Скарби» було створено підсерію «СКАРБИ: молодіжна серія», в якій вийшли друком такі книги:
- Воронина Л. Таємне Товариство Боягузів, або Засіб від переляку № 9: повість. — ISBN 978-617-07-0036-0[1]
- Воронина Л. Таємне Товариство Брехунів, або Пастка для синьоморда: повість. — ISBN 978-617-07-0037-7
- Черкасенко С. Ф. Пригоди молодого лицаря. Роман з козацьких часів. — ISBN 978-617-07-0238-8

Книги серії «Скарби» виходять щомісяця. Книги «Молодіжної серії» виходять раз на два місяці.

## Логотип серії
Логотип розроблено видавництвом «Знання» спільно з українським художником Максимом Німенком. В його основу покладено стилізоване зображення зозулі — одного з найдавніших та найулюбленіших символів в українській культурі. Зозуля кує людям літа, тобто є провісницею майбутнього, та уособлює материнську мудрість — саме ці ознаки, якими наділена кожна книга, і було закладено в логотипі.

## Книги, що вийшли в серії
| №  | Автор                     | Назва книги                                       | Місяць та рік видання, номер серії | Коментар                                          | ISBN              |
| -- | ------------------------- | ------------------------------------------------- | ---------------------------------- | ------------------------------------------------- | ----------------- |
| 1  | Френсіс Скотт Фіцджеральд | Великий Гетсбі                                    | Січень 2014 (№ 1)                  | Переклад Андрія Пехника                           | 978-617-07-0162-6 |
| 2  | Іван Багряний             | Тигролови                                         | Лютий 2014 (№ 2)                   | Пригодницький роман                               | 978-617-07-0121-3 |
| 3  | Л. Френк Баум             | Американські казки                                | Березень 2014 (№ 3)                | Переклад Олекси Негребецького                     | 978-617-07-0162-6 |
| 4  | Григір Тютюнник           | Дикий                                             | Квітень 2014 (№ 4)                 | Вибрані твори                                     | 978-617-07-0178-7 |
| 5  | Стівен Крейн              | Шлюпка у відкритому морі та інші оповідання       | Травень 2014 (№ 5)                 | Переклад Ігоря Андрущенка                         | 978-617-07-0178-7 |
| 6  | Олекса Стороженко         | Марко Проклятий                                   | Червень 2014 (№ 6)                 | Вибрані твори                                     | 978-617-07-0143-5 |
| 7  | Натаніель Готорн          | Експеримент доктора Гайдеґґера та інші оповідання | Липень 2014 (№ 7)                  | Переклад Ганни Лелів                              | 978-617-07-0190-9 |
| 8  | Євген Гуцало              | Скажений чорнобильський собака                    | Серпень 2014 (№ 8)                 | Вибрані твори                                     | 978-617-07-0170-1 |
| 9  | Елізабет Гаскелл          | Зникнення та інші оповідання                      | Вересень 2014 (№ 9)                | Переклад Ігоря Андрущенка                         | 978-617-07-0195-4 |
| 10 | Валер'ян Підмогильний     | Невеличка драма                                   | Жовтень 2014 (№ 10)                | Роман                                             | 978-617-07-0204-3 |
| 11 | Джек Лондон               | Син Вовка                                         | Листопад 2014 (№ 11)               | Переклад Ольги Косач-Кривинюк та Ігоря Андрущенка | 978-617-07-0198-5 |
| 12 | Ольга Кобилянська         | Людина                                            | Грудень 2014 (№ 12)                | Вибрані твори                                     | 978-617-07-0165-7 |
| 12 | Іван Багряний             | Огненне коло                                      | Січень 2015 (№ 1)                  | Повість про трагедію під Бродами                  | 978-617-07-0156-5 |
| 13 | Володимир Винниченко      | Записки кирпатого Мефістофеля                     | Лютий 2015 (№ 2)                   | Роман                                             | 978-617-07-0222-7 |
| 14 | Осип Назарук              | Роксоляна                                         | Березень 2015 (№ 3)                | Повість                                           |                   |
| 15 | Тадеуш Доленга-Мостович   | Кар'єра Нікодема Дизми                            | Квітень 2015 (№ 4)                 | Роман                                             |                   |
| 16 | Улас Самчук               | Марія                                             | Травень 2015 (№ 5)                 | Роман                                             |                   |